# بيورن سيورذارسون
بيورن سيورذارسون (بالآيسلندية: Björn Bergmann Sigurðarson)‏ (و. 1991  م) هو لاعب كرة قدم، من آيسلندا، شارك في كأس العالم لكرة القدم 2018، يلعب كمهاجم.

## مسيرته الكروية
لعب بيورن سيورذارسون خلال مسيرته الاحترافية مع 7 أندية في سبعة عشر موسمًا وسجل خلالها 62 هدفًا ضمن 274 مباراة. حيث فاز في موسمين بالكأس وفي موسم واحد بالدوري.
خاض بيورن سيورذارسون مسيرته مع نادي ابروتاباندلاج أكرانيس في عامي 2007-2009 ولمدة موسمين، مشاركًا في 30 مباراة سجل خلالها 6 أهداف. ثم انتقل إلى نادي ليلستروم في موسم 2009 ليلعب معه أربعة مواسم، حيث شارك في 70 مباراة سجل خلالها 17 هدفًا. لينتقل بعدها إلى نادي وولفرهامبتون واندررز في موسم 2012–13 في المرة الأولى ولمدة موسمين ثم في موسم 2015–16 لمدة موسم واحد، مشاركًا طوالها في 69 مباراة سجل خلالها 7 أهداف. ثم انتقل إلى نادي مولده ما بين عامي 2014 و2015 في المرة الأولى لمدة موسم واحد ثم في عامي 2016-2018 ولمدة موسمين، مشاركًا طوالها في 53 مباراة سجل خلالها 23 هدفًا. هذا وانتقل لاحقًا إلى نادي كوبنهاغن في موسم 2014–15 لمدة موسم واحد، مشاركًا في 14 مباراة سجل خلالها هدفًا واحدًا. ثم انتقل بعدها إلى نادي روستوف في موسم 2017–18 واستمر معه طيلة ثلاثة مواسم، مشاركًا في 38 مباراة سجل خلالها 8 أهداف. ليعود وينتقل من جديد، لكن هذه المرة إلى نادي أبويل في موسم 2019–20 لمدة موسم واحد، لم يشارك في أي مباراة ولم يسجل أي هدف.

## روابط خارجية
- بيورن سيورذارسون على موقع الاتحاد الأوربي (الإنجليزية)
- بيورن سيورذارسون على موقع اتحاد النرويج (النرويجية)
- بيورن سيورذارسون على موقع قاعدة بيانات كرة القدم.إي يو (الإنجليزية)
- بيورن سيورذارسون على موقع ناشيونال فوتبول تيمز (الإنجليزية)
- بيورن سيورذارسون على موقع Soccerbase.com (لاعب) (الإنجليزية)
- بيورن سيورذارسون على موقع Soccerway.com (الإنجليزية)